# اینگیشی
اینگیشی (به لاتین: Ingishi) یک منطقهٔ مسکونی در روسیه است که در داغستان واقع شده‌است.